# TOTO (colorante)
Il TOTO è la sigla acronimo di un colorante arancio utilizzato nello studio biochimico della ricognizione molecolare, in quanto è una sostanza in grado di colorare determinati acidi nucleici e dunque di identificare e isolare specifiche sequenze oligonucleotidiche del DNA.

## Fonti
- (EN)  J.P. Jacobsen et All., Bioconjugate Chem., Vol11 No6 (2000), pp861–867
- (EN)  Dimeric Cyanine Nucleic Acid Stains - scheda informativa (PDF)